# I Love Poland
I Love Poland – jacht jednokadłubowy trzeciej generacji Volvo Open 70, którego właścicielem była Polska Fundacja Narodowa. Yacht został przez nią sprzedany bez podania do wiadomości opinii publicznej szczegółów transakcji. 
Na jachcie I Love Poland realizowany był projekt o tej samej nazwie, którego głównym celem było „szkolenie kolejnych pokoleń żeglarzy morskich i oceanicznych, ale także, dzięki odnoszonym sukcesom w najbardziej prestiżowych regatach, promocję narodowej żeglugi oceanicznej i Polski poza granicami naszego kraju. Zrodził się z inicjatywy Polskiej Fundacji Narodowej i zakładał udział polskiego jachtu w najważniejszych i najbardziej prestiżowych regatach na świecie oraz szkolenie młodego pokolenia polskich regatowych żeglarzy oceanicznych, z wykorzystaniem nowoczesnego jachtu, świetnego zespołu i najlepszych rozwiązań technicznych”.

## Cel projektu I Love Poland

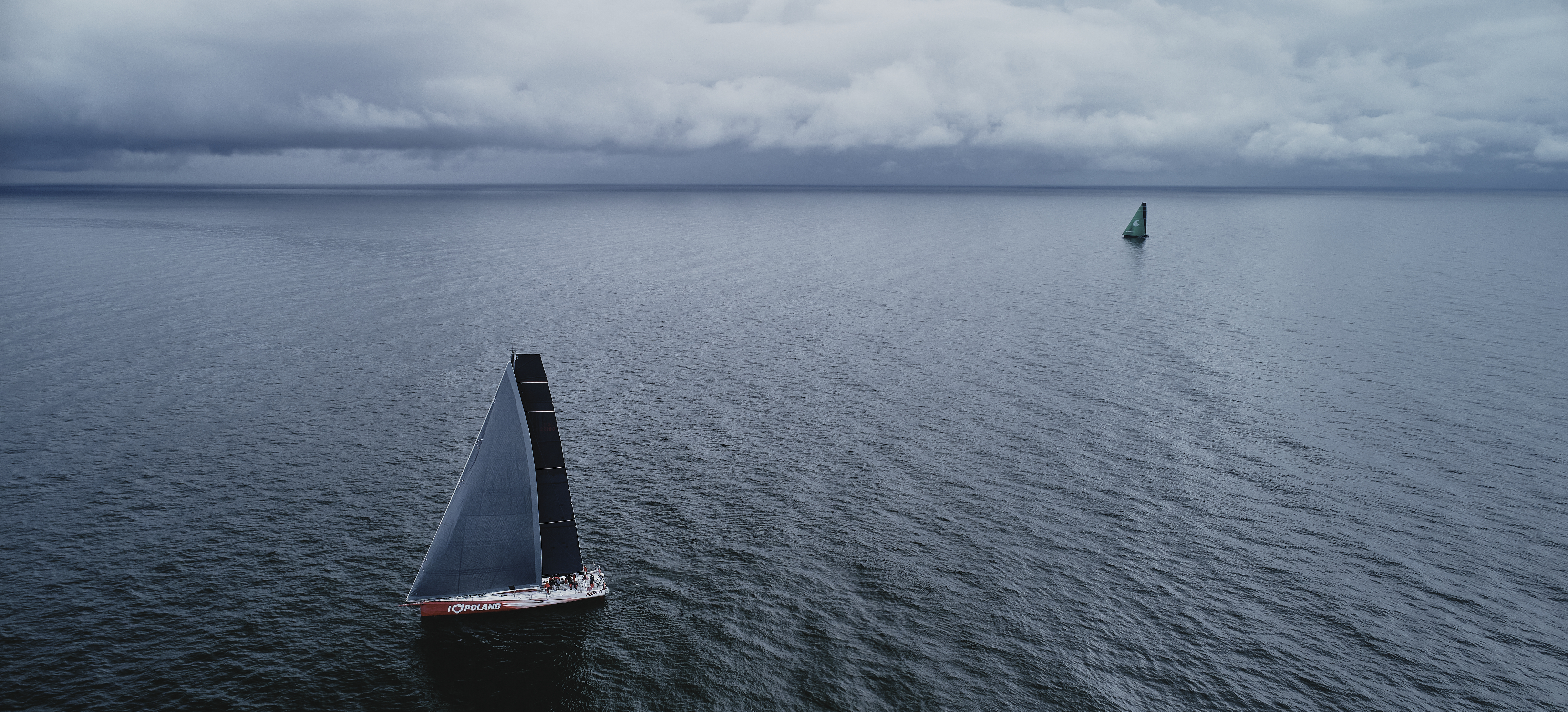
fot. Robert Hajduk / PFN

„I Love Poland” to wyjątkowy, największy projekt promujący Polskę za granicą. Zrodził się z inicjatywy Polskiej Fundacji Narodowej i zakładał udział polskiego jachtu w najważniejszych i najbardziej prestiżowych regatach na świecie oraz szkolenie młodego pokolenia polskich regatowych żeglarzy oceanicznych, z wykorzystaniem nowoczesnego jachtu, świetnego zespołu i najlepszych rozwiązań technicznych. W tym celu Polska Fundacja Narodowa sfinansowała zakup supernowoczesnego jachtu jednokadłubowego trzeciej generacji Volvo Open 70 o długości 21,5 i szerokości 5,35 oraz 34. metrowym maszcie. W 2019 roku nowy Zarząd Polskiej Fundacji Narodowej podjął decyzję o zmianie formuły projektu i jacht stał się jednostką dydaktyczną, na której pokładzie szkolą się nowe pokolenia młodych polskich regatowych żeglarzy oceanicznych".

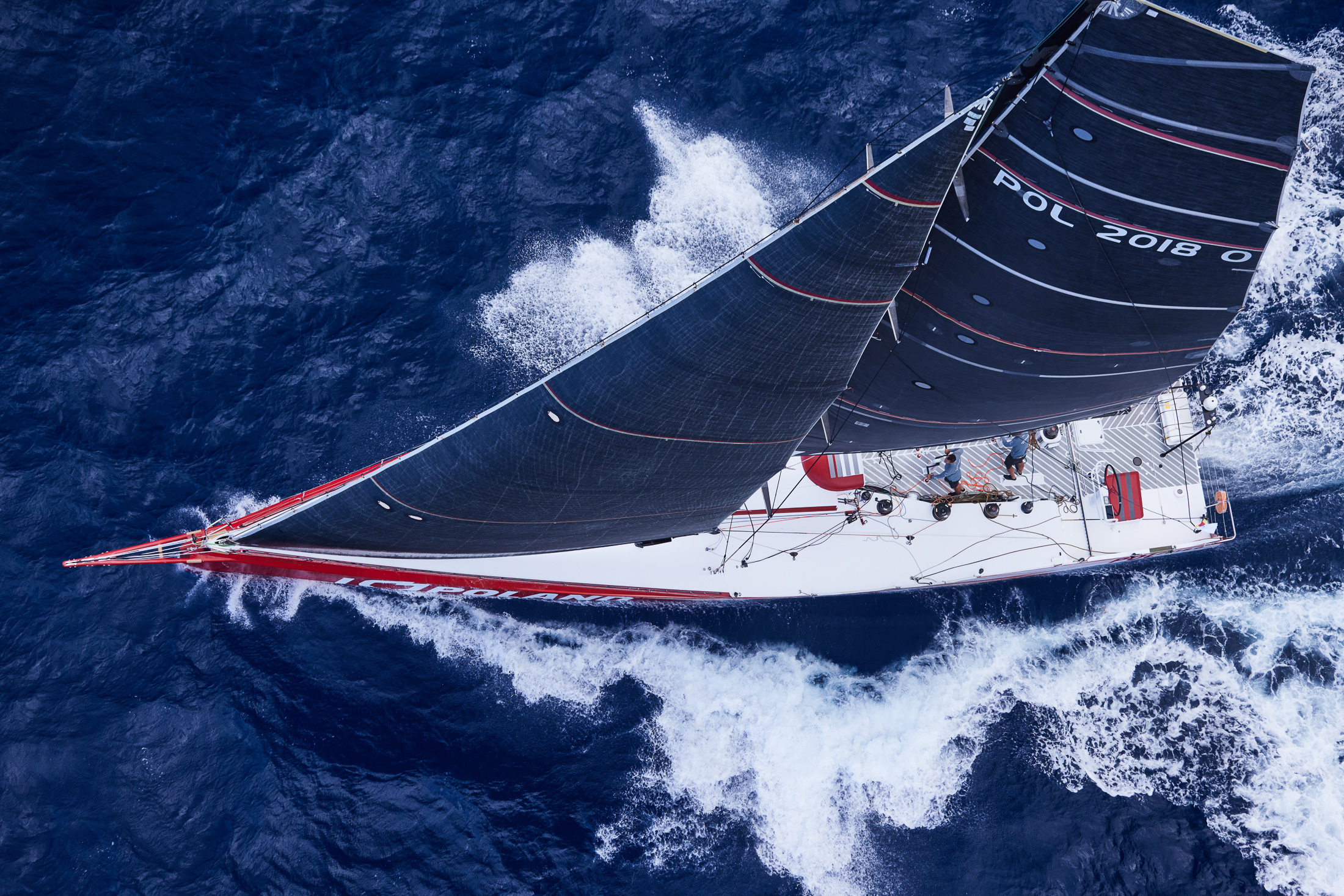
I Love Poland – fot. Robert Hajduk / PFN

## Programy Szkoleniowe I Love Poland
Do stałej załogi jachtu I Love Poland regularnie dołączają laureaci Programów Szkoleniowych. Przez cztery lata przyjęto 1173 zgłoszenia polskich żeglarzy chętnych do doskonalenia żeglarskich umiejętności. To młodzi ludzie z bardzo różną przeszłością i zapleczem – niektórzy przyszli wprost po zakończeniu kariery zawodniczej, inni nie mają takich doświadczeń, ale za to wnoszą do załogi wiedzę z innych dziedzin związanych z żeglarstwem. Wszyscy mają za sobą starty w międzynarodowych regatach na jachtach różnego typu. Marzą o udziale w wielkich regatach oceanicznych i są gotowi zrobić wszystko, żeby zbliżyć się do swoich marzeń. Uczestnikiem szkolenia może być osoba w wieku od 18 do 30 lat, która przejdzie pozytywnie weryfikację formalną oraz zostanie zaakceptowana w poszczególnych etapach selekcji. Na ocenę umiejętności i kwalifikacji kandydatów wpływ ma Kapituła, Kapitan i załoga jachtu. Szczegóły określa Regulamin, a praktyki na jachcie odbywały się w Portugalii i na Zatoce Gdańskiej.
| Rok  | Ilość aplikacji | Uczestnicy Programu Szkoleniowego |
| ---- | --------------- | --------------------------------- |
| 2019 | 440             | 6                                 |
| 2020 | 281             | 8                                 |
| 2021 | 217             | 15                                |
| 2022 | 235             | 15                                |

## Nagrody i wyróżnienia
2020 - Honorowe Wyróżnienie Rejs Roku 2020 dla Grzegorza Baranowskiego za wyniki osiągnięte na jachcie „I Love Poland” - dwukrotne niezwykle udane starty w prestiżowych regatach morskich. Wiosną zwyciężyli w regatach St. Maarten Heineken Regatta na wyspie St. Maarten na Karaibach. Wyczyn powtórzyli jesienią w Rolex Middle Sea Race na Malcie. Udział i zakończona sukcesem rywalizacja w stawce renomowanych wyścigowych ekip, podtrzymuje ambicje polskich żeglarzy akcentujących swą obecność na światowych szlakach regatowych.
2022 - IMA Caribbean Maxi Challenge – Międzynarodowe Stowarzyszenie jachtów klasy Maxi IMA ustanowiło nagrodę dla najlepszego jachtu cyklu karaibskich regat. W czterech regatach rozgrywanych od stycznia 2022 roku wzięło udział ponad 30 jachtów maxi, a punktowane były najlepsze rezultaty z dwóch startów. Wyniki I Love Poland w RORC Caribbean 600 i St Maarten Heineken Regatta pozwoliły na wygranie prestiżowego trofeum IMA Caribbean Maxi Challenge. W podsumowaniu tego osiągnięcia Maxi IMA zwróciło uwagę na unikalność projektu Polskiej Fundacji Narodowej i wyjątkowo niski wiek załogi składającej się w 100% z polskich żeglarzy i żeglarek.
2 miejsce w klasyfikacji IRC Super Zero za sezon 2022 – nagroda Royal Ocean Racing Club.
Trofeum Duncan Munro-Kerr Youth Challenge dla Borysa Michniewicza, pitmana w załodze I Love Poland. Nagroda przyznawana jest przez Royal Ocean Racing Club najmłodszemu członkowi załogi na jachcie, który uplasował się w pierwszej trójce swojej klasy IRC. Załogant musi być na pokładzie w co najmniej trzech regatach i mieć od 18 do 25 lat.
2022 - III Nagroda Honorowa Rejs Roku 2022 dla Załogi jachtu „I Love Poland” – za regatowe sukcesy podczas wielu prestiżowych imprez oraz konsekwentnie realizowane programy szkoleniowe. Jacht „I love Poland” w wyścigach, treningach i rejsach sezonu 2022 przepłynął około 16 000 Mm.
2023 - I miejsce w klasyfikacji IRC Super Zero za sezon 2023 RORC – Season’s Points Championship to największa na świecie seria wyścigów morskich, których historia sięga ponad 100 lat. Rywalizacja przyciąga światowej klasy profesjonalne zespoły ścigające się w pięciu klasach. O ogólnym zwycięzcy decyduje korekta czasu zgodnie z zasadami przelicznika IRC, stosowanego w prawie wszystkich najważniejszych na świecie wyścigach offshorowych. W 12-miesięcznej rywalizacji składającej się z 15 oddzielnych wyścigów wzięło udział ponad 500 różnych jachtów. Zwycięzcą grupy IRC Super Zero (17 jachtów) została jednostka I Love Poland Polskiej Fundacji Narodowej, dowodzona przez Grzegorza Baranowskiego. Największy wpływ na ten wynik miało wygranie styczniowych regat przez Atlantyk – RORC TRansatlantic Race oraz zwyciężone trofeum IMA Transatlantic Trophy. RORC podkreśla, że załoga I Love Poland w tamtych regatach liczyła aż 10 żeglarzy w wieku poniżej 35 roku życia.

## Osiągnięte wyniki jachtu I Love Poland

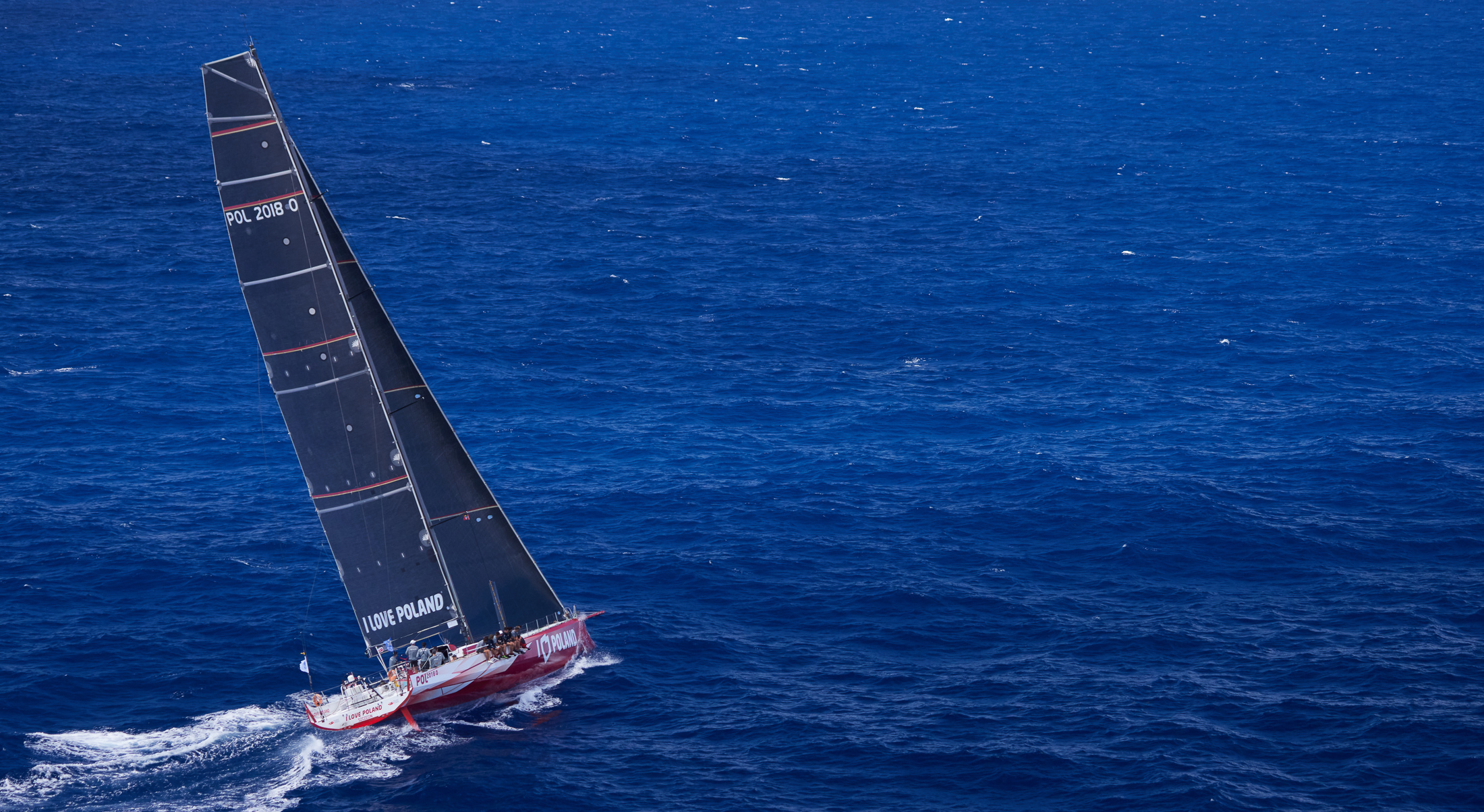
I Love Poland przed metą Caribbean 600 2022, fot. Robert Hajduk / PFN

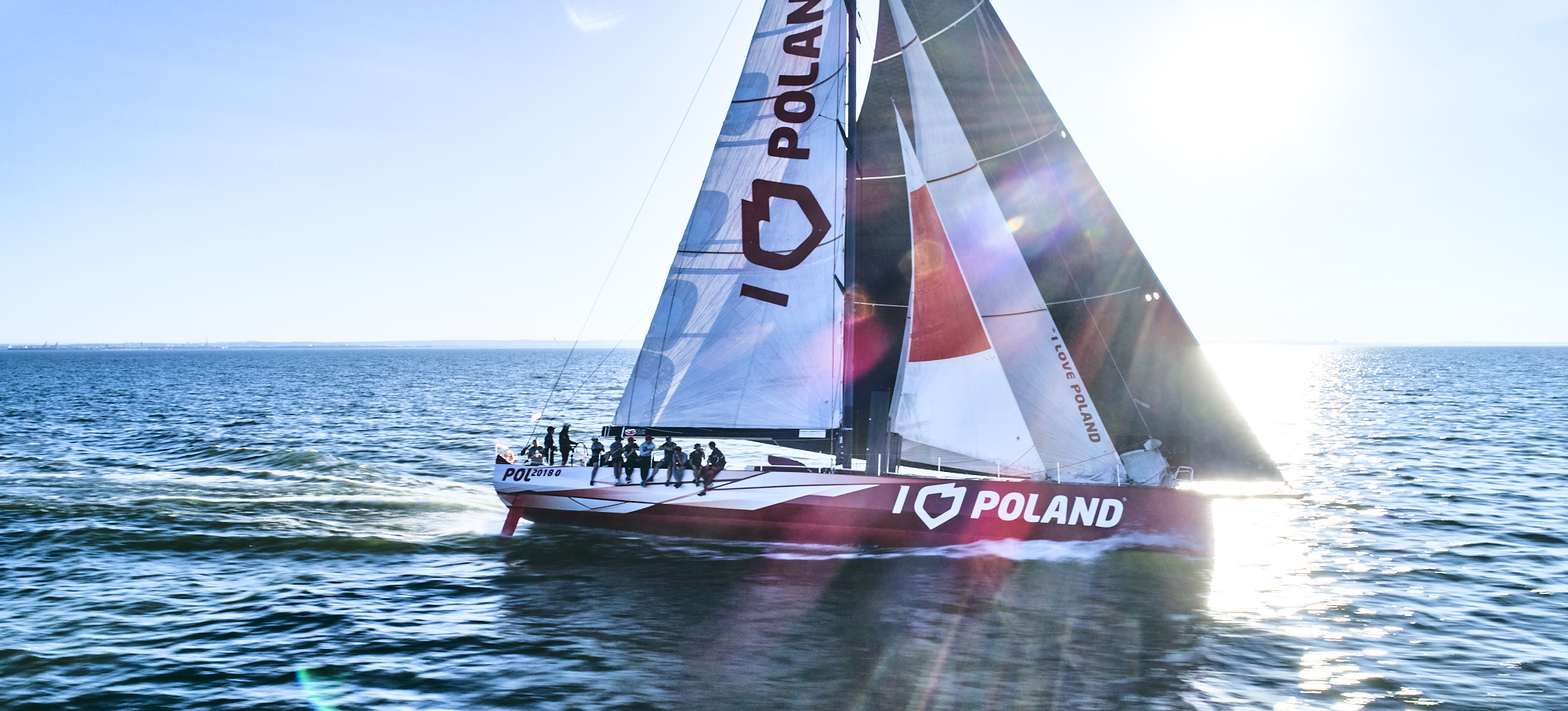
I Love Poland z rekordem trasy regat B8 w 2022, fot. Robert Hajduk / PFN

| ROK  | Nazwa regat                  | Klasyfikacja                   | Zajęte miejsce | otrzymane tytuły/rekordy/ciekawostki |
| ---- | ---------------------------- | ------------------------------ | -------------- | --- |
| 2019 | Heineken Regatta             | CSA Ocean Racing 1             | 1              | Zwycięstwo we wszystkich czterech wyścigach, w tym w najbardziej prestiżowej kategorii najszybszego opłynięcia wyspy St. Maarten.            |
| 2020 | Heineken Regatta             | CSA Ocean Racing 1             | 1              | |
| 2020 | Caribbean 600                | CSA1                           | 4              | |
| 2020 | Caribbean 600                | Line Honours                   | 2              | |
| 2020 | Rolex Middle Sea Race        | IRC Class 1                    | 3              | |
| 2020 | Rolex Middle Sea Race        | Line Honours                   | 1              | |
| 2021 | B8                           | Open                           | 1              | rekord trasy: 10 godzin 26 minut i 46 sekund                                                                                                 |
| 2021 | Gotland Runt                 | Line Honours                   | 1              | |
| 2021 | Rolex Fastnet Race           | Line Honours – jednokadłubowce | 3              | Gesture Trophy – dla najlepszego jachtu IRC z uchylnym kilem oraz Joe Powder Throphy – dla najlepszego jachtu IRC na odcinku do Fastnet Rock |
| 2021 | ROLEX Middle Sea Race        | Line Honours – jednokadłubowce | 4              | |
| 2021 | Rolex Middle Sea Race        | IRC Super Zero                 | 4              | |
| 2021 | Rolex Middle Sea Race        | IRC/Class1, ORC/Class1         | 7              | |
| 2022 | RORC Transatlantic Race      | IRC Super Zero                 | 3              | |
| 2022 | RORC Transatlantic Race      | IRC Overall                    | 10             | |
| 2022 | RORC Transatlantic Race      | Line Honours                   | 7              | osiągnięty rekord dobowy jednostki 444 mile morskie                                                                                          |
| 2022 | RORC Caribbean 600           | IRC Super Zero                 | 3              | |
| 2022 | RORC Caribbean 600           | IRC Overall                    | 6              | |
| 2022 | RORC Caribbean 600           | CSA1                           | 1              | |
| 2022 | RORC Caribbean 600           | CSA Overall                    | 1              | |
| 2022 | St. Maarten Heineken Regatta | CSA 1                          | 3              | |
| 2022 | Orvaldi B8 Race              | Open                           | 1              | |
| 2022 | Roschier Baltic Sea Race     | Line Honours                   | 1              | ustanowiony nowy – pierwszy rekord trasy: 3 doby, 0 godzin, 27 minut, 37 sekund                                                              |
| 2022 | ROLEX Middle Sea Race        | Line Honours                   | 3              | W załodze między innymi Agnieszka Skrzypulec - srebrna medalistka olimpijska.                                                                |
| 2023 | RORC Transatlantic Race      | Line Honours                   | 1              | Wygranie IMA Transatlantic Trophy Podsumowanie regat przez załogę na stronie I Love Poland                                                   |
| 2023 | RORC Transatlantic Race      | IRC Super Zero                 | 1              | Podsumowanie regat przez RORC (Royal Ocean Racing Club)                                                                                      |
| 2023 | RORC Caribbean 600           | IRC Super Zero                 | 2              | Podsumowanie regat C 600 przez załogę |
| 2023 | RORC Caribbean 600           | IRC Overall                    | 3              | |
| 2023 | St. Maarten Heineken Regatta | CSA 1                          | 1              | Podsumowanie regat przez załogę |
| 2023 | La Larga                     | Line Honours                   | 1              | Podsumowanie wyścigu przez załogę |
| 2023 | 151 Miglia                   | IRC Over 60                    | 7              | |
| 2023 | Rolex Giraglia               | Line Honours                   | 11             | |
| 2023 | Aegean 600                   | IRC Overall                    | 2              | |
| 2023 | Aegean 600                   | Line Honours                   | 2              | |
| 2023 | Palermo Montecarlo           | Line Honours                   | 4              | |